# Полянов, Владимир
Владимир Полянов настоящее имя и фамилия Владимир-Георгий Иванов Тодоров (6 мая 1899, Русе — 4 декабря 1988, София) — болгарский писатель, режиссёр, театральный деятель.

## Биография
После окончания гимназии в Софии, с 1919 по 1921 изучал медицину в университетах Софии, Граца (Австрия) (1921) и Мюнхена (1922—1923).
В 1922 посещал курс философии в Вене. В 1928 окончил дипломатическо-консульское отделение Свободного университета в Софии и режиссёрские курсы в Варшаве в 1939.
Работал в софийской Народной библиотеке (1924), секретарем Главной дирекции железных дорог Болгарии (1924—1934), чиновником в Министерстве народного просвещения (1937, 1939—1941), директором Народного театра в Софии (1941—1944) и государственной театральной школы (1942—1945).
Участвовал добровольцем во Второй мировой войне.
Был режиссёром театра в Бургасе (1946—1947), в Русе (1947), Народного молодёжного театра в Софии (1947—1951), Пловдиве (1951—1957) и Пернике (1957—1960).
Директор-режиссёр театров в Сливене (1961—1963) и Разграде (1963—1965), главный режиссёр Родопского театра в Смоляне (1965—1970).
Один из основателей и секретарь (1926—1932) Болгарского ПЕН-клуба.

## Избранная библиография
Автор сборников рассказов, повестей, романов, драм, комедий.
- Смърт. Разкази. 1922.
- Комедия на куклите. Разкази. 1923.
- Момичето и тримата. Разкази. 1927.
- Рицари. Разкази. 1927.
- Човекът в огледалото. Драм. ескиз. 1927 (1931).
- Двете страни на медала. Комедия. 1928 (1934).
- Слънцето угаснало. Роман. 1928 (2. изд. С.: Кралица Маб, 1995). ISBN 954-533-003-15
- Четири разказа. 1928 (1933).
- Вик. Роман. (1933).
- Черните не стават бели. Роман. 1932.
- Звезди в прозореца. Разкази. 1935.
- Гладният вълк. Роман. 1936.
- Бащи и синове. Драма. 1937 (1938, 1948, 1962).
- Крали Марко. Очерк по народни мотиви. 1937.
- От крилатия змей до самолета. Кратка история на въздухоплаването. 1938 (1948).
- Ероика. Драма. 1940.
- Веднъж тъй, после тъй. Комедия. 1948.
- Случаят Иван Андреев. Повести и разкази. 1978.
- Хроника на узряването. Роман. 1979.
- Срещи по дългия път. Мемоарни импресии.
- Пътеки през неуловимото. Разкази, миниатюри. 1988.
- Вик. Повести и новели. Ранни диаболистични разкази. 1989.
- Диаболични повести и разкази. 1990.
- Зад завесата на театъра, литературата и обществения живот. Спомени за събития и личности. 1905-1945. С.: Университетско изд. Св. Климент Охридски и Кралица Маб, 1997. ISBN 954-07-1061-8